# Дмитрієвка (Чебулинський округ)
Дми́трієвка (рос. Дмитриевка) — присілок у складі Чебулинського округу Кемеровської області, Росія.

## Населення
Населення — 550 осіб (2010; 525 у 2002).
Національний склад (станом на 2002 рік):
- росіяни — 96 %